# Jorge Aguirre (fotógrafo)
Jorge Aguirre (Buenos Aires, Argentina, 4 de marzo de 1929- Buenos Aires, 6 de junio de 1996) fue un  fotógrafo argentino que trabajó en diversos medios nacionales e internacionales. Durante su carrera realizó varios reportajes sobre la ciudad de Buenos Aires, reflejando una visión crítica de la sociedad de la época

## Trayectoria profesional
Con 18 años comienza estudios de Ciencias Económicas en la Universidad de Buenos Aires, pero dos años después inicia estudios artísticos con Clement Moreau. Al poco comenzó a trabajar en diferentes ocupaciones, abandonó sus estudios universitarios y en 1956 comenzó a interesarse por la fotografía. En 1958 inició su trabajo como reportero gráfico en el periódico argentino El Nacional, manteniendo simultáneamente colaboraciones con Associated Press y las publicaciones «Leoplán», «Vea y Lea» o Time-Life.
En los años sesenta trabaja para diferentes medios de la «Editorial Abril» y la «Editorial Atlántida»: «Panorama», «Claudia», «Parabrisas», «Siete Días», «El Gráfico» y «Para Ti». También colabora con la fotografía de la colección Mi país, tu país. Enciclopedia argentina de la escuela y el hogar, del Centro Editor de América Latina. Es incluido en un título de la colección Artistas argentinos del siglo XX, del mismo Centro, bajo la categoría fotografía. En los setenta amplía sus colaboraciones en los medios periodísticos. Sus últimos trabajos fueron para la Editorial Perfil y publicaciones como «Mujer», «La Semana» y Playboy. 
Sus trabajos sobre Buenos Aires los realizaba en las avenidas Callao, Corrientes y Santa Fe. En 1986 se realizó una retrospectiva de sus fotografías en el Centro Cultural General San Martín. 